# Vilma Hugonnai
Vilma Hugonnai, comtessa de Szentgyörgy (Nagytétény, avui part de Budapest, 30 de setembre de 1847 - Budapest, 25 de març de 1922), fou la primera metgessa hongaresa.

## Biografia
Fou la cinquena dels fills del comte Kálmán Hugonnai i de Riza Pánczély. Casada el 1865 amb György Szilassy, un propietari ric amb qui va congeniar escassament, tingué tres fills, i la mort d'un d'ells a l'edat de sis anys desvetlà en ella l'interés per la pediatria. El 1869, assabentada que les dones podien incriure's en la Universitat de Zúric, obtingué del marit el permís preceptiu per a matricular-s'hi, però cap ajuda econòmica. A Zúric visqué en circumstàncies difícils, però el 1872 va poder començar a estudiar medicina i esdevingué assistent d'infermeria d'un professor d'aquesta facultat. Publicà dos articles: un sobre traqueotomia i diftèria i un altre sobre el tractament de les cremades, i obtingué el doctorat el 1879. En tornar a Hongria, no podia exercir la seua carrera perquè, essent dona, l'administració hongaresa es negava a reconéixer la seua graduació de Zuric; només li fou permés treballar oficialment de comare, i d'aquesta manera es veié forçada a tractar una gran multitud de pacients per poder mantenir-se, ja que el matrimoni amb Szilassy es dissolgué definitivament. El 1887 es casà de nou, amb Vince Wartha, un químic famós, professor de la Universitat Tècnica. El 1897, el ministeri d'Educació va acceptar per fi el seu títol i ja va poder actuar com a metgessa. A partir de llavors desenvolupà una intensa labor investigadora que reportà progressos importants a la medicina hongaresa, principalment pel que fa a l'atenció mèdica a les dones i a la criança dels nens, i alhora contribuí a millorar l'estatus de les dones reclamant una reforma escolar en favor d'aquestes i promovent el seu accés a la universitat. La primera metgessa que es va titular a Hongria va ser Sarolta Steinberger, el 1900. Amb tot, fins al 1913 no se'ls permeté la pràctica mèdica sense la supervisió d'un metge masculí.